# 화순 운주사 수직문칠층석탑
화순 운주사 수직문칠층석탑(和順 雲住寺 垂直紋七層石塔)은 대한민국 전라남도 화순군 도암면 용강리, 운주사에 있는 고려시대의 칠층석탑이다. 2005년 7월 13일 전라남도의 문화재자료 제257호로 지정되었다.

## 개요
운주사 동쪽 산중턱의 높직한 암반 위에 있는 석탑이다. 지대석 등의 별다른 시설 없이 암반 위에 방형단을 만들어 기단부를 대신하고 탑신부를 얹었다. 모서리 기둥사이의 면석에는 가늘게 층에 따라 7~11선의 종선문을 음각하였는데 각 층이 똑같은 형태이다. 각 층의 옥개석 하면에는 받침을 생략하고 대신 마름모꼴을 음각하였다. 현재 6층까지 탑신이 남아있지만 원래는 7층이었을 것으로 추정된다. 전체 높이는 7.2m이며 제작시기는 고려시대이다.

## 참고 문헌
- 화순운주사수직문칠층석탑 - 국가유산청 국가유산포털